# Cerkev sv. Ignacija Lojolskega, Rdeči Breg
Cerkev sv. Ignacija Lojolskega na Rdečem Bregu (Občina Podvelka) je podružnična cerkev Župnije Lovrenc na Pohorju ter znana romarska cerkev.
Je edina cerkev v Sloveniji, ki je posvečena Ignaciju Lojolskemu, ustanovitelju Družbe Jezusove. Pred koncem 1. svetovne vojne, ko je Gorica pripadla Kraljevini Italiji, je k slovenskim deželam sodila še cerkev sv. Ignacija Lojolskega v Gorici.
Cerkev se nahaja na prostorni jasi, na nadmorski višini 887 m.n.m., nedaleč od Hlebovega vrha (913 m.n.m.), najvišje okoliške točke. V neposredni bližini se nahajata še dve leseni, delno zidani stavbi, ki sta prav tako kot cerkev razglašeni za kulturna spomenika lokalnega pomena.

### Učna pot Rdeči Breg
Pri cerkvi se začenja 6 kilometrov dolga Učna pot Rdeči Breg, ki poteka po celotnem grebenu in vodi mimo Hlebovega vodnjaka, enega najvišje ležečih vodnjakov v Sloveniji (880 m.n.m.).

## Zgodovina
Poznavalci postavljajo začetek zidave v leto 1759. Graditelji so verjetno načrtovali zidan zvonik, vendar sta jih čas in pomanjkanje sredstev prehitela. Gradnja je namreč potekala malo pred reformami cesarja Jožefa II., ki je bil znan nasprotnik romanj. Verjetno so v njegovem času preprečili zidavo cerkve, podobno kot je bil tudi ukinjen jezuitski red. V zadnjih letih poteka obsežna obnova cerkve, v okviru katere je bila narejena drenaža ter zamenjana stara skodlasta strešna kritina.

## Arhitektura
Cerkev ima prostorno ladjo, polkrožno zaključen prezbiterij, zakristijo, prizidano na južni strani, ter nizek lesen s pločevino obit zvonik s čebulasto streho. Obokano svetišče je svetlo in ustvarja značilno veselo baročno občutje. V prezbiteriju je banjasti svod okrašen s freskami angelov in z velikim kronogramom IHS, ki je sicer zelo značilen za jezuitski red.

## Oprema
Notranjost cerkve vsebuje tri oltarje. Glavni oltar je izdelal Jožef Straub v Mariboru in vsebuje sliko Zamaknjenje sv. Ignacija v nebeško slavo. Ta je bila narejena posebej za to cerkev. Oltar pa so po izročilu prinesli iz ukinjenega Frančiškanskega samostana v Ormožu. To potrjuje tudi dejstvo, da so v vseh dvanajstih medaljonih na oltarju upodobljeni izključno frančiškanski svetniki in svetnice. Poleg tega je v zaključku oltarja tudi frančiškanski simbol – prekrižani roki Jezusa in svetega Frančiška Asiškega. Stranska oltarja sta bolj skromna in tudi kipi kažejo manjšo umetniško vrednost.